# Sema-taui

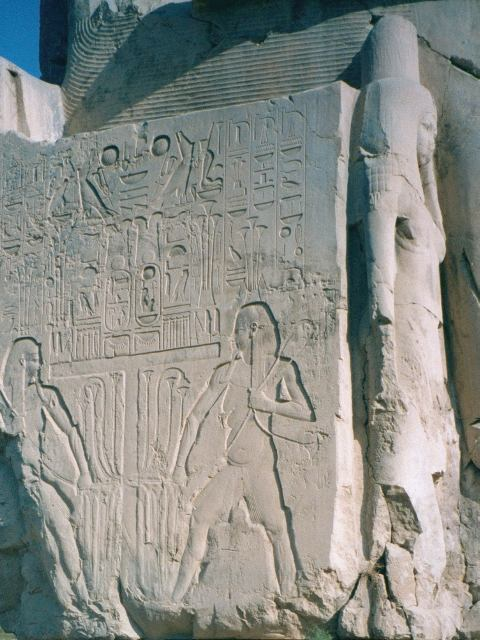
Sema-taui no trono de Amenófis III nos Colossos de Memnon, com o deus Hapi duplicado.

Sema-taui era um símbolo que representava a união do Alto e do Baixo Egito.
É composto pelas duas plantas heráldicas destas regiões, o papiro (Baixo Egito) e a flor de lótus (Alto Egito) que eram atadas com o hieróglifo que simbolizava "união", o sema.
O acto de atar as duas plantas era representado sendo realizado por dois deuses. Frequentemente o deus era Hapi, divindade do Nilo, que surgia duplicado, mas também poderiam ser Hórus e Seti ou Tot e Hórus.
O sema-taui encontrava-se gravado em diversos objectos, como nas estátuas sentadas dos reis ou nos baixos-relevos dos templos.